# 장생고
장생고(長生庫)는 고려 때 사원(寺院)에 설치한 서민(庶民) 금융기관이다.
“장생”은 원래 대부(貸付)로써 자본을 축적하는 것을 말하는데, 중국에서 발전된 것이었다.
고려에서는 사원이 사원전(寺院田)에서 수확하는 곡식을 자본으로 삼아, 이자 발생의 원칙에 따라 민간 경제의 융통을 기하는 동시에 사원 자체의 유지·발전을 꾀함을 목적으로 하였다. 그러나 이것은 결국 사원의 부(富)를 축적하기 위한 것으로 변하였다. 그 후 장생고는 기구를 대규모로 확장하고 그 경영을 여러 방면에 뻗쳤다. 이에 왕실·귀족들도 각각 공사(公私) 장생고를 설치하여, 부의 집중 현상이 일어났다.
이러한 장생고의 설치는 불교 자체의 질적 저하를 가져왔으며, 귀족의 부를 증대시켰다.

## 같이 보기
- 계 (조직)
- 보 (재단)